# Addo-Elefanten-Nationalpark
Der Addo-Elefanten-Nationalpark, abgekürzt AENP (afrikaans: Addo Olifant Nasionale Park, englisch: Addo Elephant National Park) liegt im Distrikt Sarah Baartman, im westlichen Teil der südafrikanischen Provinz Ostkap, 70 Kilometer nordöstlich von Gqeberha und überwiegend auf dem Territorium der Lokalgemeinde Sundays River Valley. Der Elefanten-Nationalpark ist mit 1790 km² der größte Nationalpark in der Provinz Ostkap und besteht aus mehreren Teilgebieten.
Seit dem 1. August 2019 gibt es ein gleichnamiges Meeresschutzgebiet, das Addo Elephant National Park Marine Protected Area (MPA) mit insgesamt 1140 km². Es erstreckt sich vor der Küstenlinie im Indischen Ozean zwischen Coega im Westen und Cannon Rocks im Osten. Zum Schutzgebiet gehört auch Bird Island.

## Geschichte
Der Nationalpark wurde 1931 zum Schutz der elf letzten überlebenden Elefanten der Region eingerichtet, die bis zu diesem Zeitpunkt noch nicht zum Opfer von Elfenbeinjägern oder Farmern geworden waren. Der Gründung vorausgegangen war eine von Seiten der Regierung initiierte Jagd auf die hier heimischen Kap-Elefanten, die auf der Suche nach Nahrung immer wieder die Felder und Gärten der hier ansässigen Farmer verwüsteten. Nachdem es zu öffentlichen Protesten gekommen war, als der „letzte große weiße Jäger“ Major P. J. Pretorius in einem Jahr 130 Elefanten erlegte, wurde im Addo-Busch das seitdem mehrfach erweiterte Wildreservat eingerichtet. Im Jahr 1954, als es 22 Elefanten gab, ließ der damalige Parkmanager Graham Armstrong eine Fläche von 2270 Hektar mit Elefantenzäunen umgeben. Dieser Zaun wird noch heute vom Park genutzt und ist als „Armstrong-Zaun“ nach seinem Erfinder benannt.
Im Jahr 2004 lebten im Park etwa 350 Elefanten; 2006 wurden bereits knapp über 400 Elefanten gezählt. 2022 waren mittlerweile über 600 Elefanten im Park anzutreffen. Es gibt verschiedene Maßnahmen der Parkverwaltung, die Anzahl der Elefanten nicht weiter ansteigen zu lassen.
Langfristig soll der Addo Elephant Park der drittgrößte Park Südafrikas werden. Der Park soll auf eine Größe von 3600 km² anwachsen.

## Flora und Fauna
Neben Elefanten leben im Addo-Elefanten-Nationalpark Kudus, Afrikanischer Büffel, Elenantilopen, Südafrikanische Kuhantilopen, Buschböcke, Warzenschweine, Steppenzebras, Spitzmaulnashörner, Hyänen und Leoparden. In einigen Randgebieten, etwa im Bereich des Darlington-Dammes beziehungsweise in der Nähe der Zuurberg Mountains, leben auch einige für das Kapgebiet typische Huftierarten, wie Bergzebras, Weißschwanzgnus, Oryxantilopen und Springböcke. Am Sundays River leben Flusspferde. 2003 wurden Löwen im Park angesiedelt, so dass man seither die sogenannten Big Five im Park antreffen kann. Fleckenhyänen wurden ebenfalls angesiedelt. Auch die Wiederansiedlung von Wildhunden und Geparden ist geplant.
Der Nationalpark beherbergt mehr als 500 verschiedene Pflanzenarten aus rund 70 Familien. Man findet hier vorrangig kleine Pflanzenarten sowie verschiedene Buscharten wie Schotia afra und Portulacaria afra.

## Tourismus
Von April 2017 bis März 2018 hatte der Nationalpark rund 300.000 Besucher. Von den etwa 52 Prozent ausländischen Besuchern kommt ein Großteil der Parkbesucher aus Deutschland, den Niederlanden und dem Vereinigten Königreich. Während rund 82 % den Park nur am Tag besuchten, blieben 18 % über Nacht in einem der mittlerweile fünf Camps. Im zentralen Addo Rest Camp befinden sich ein Schwimmbad, ein Restaurant, ein beleuchtetes Wasserloch sowie verschiedene Unterkünfte. Die anderen Camps sind ausschließlich auf die Unterbringung der Gäste ausgerichtet.
Der Haupteingang sowie zwei Besucherstraßen im Park sind asphaltiert, alle weiteren Schotterstraßen. Das Auswärtige Amt rät aus Sicherheitsgründen seit Jahren davon ab, von der N2 kommend, den Park über den Haupteingang zu betreten. Vielmehr sollte in diesem Fall der Südeingang des Parks nahe Colchester benutzt werden.

## Tiere im Addo-Elefanten-Nationalpark

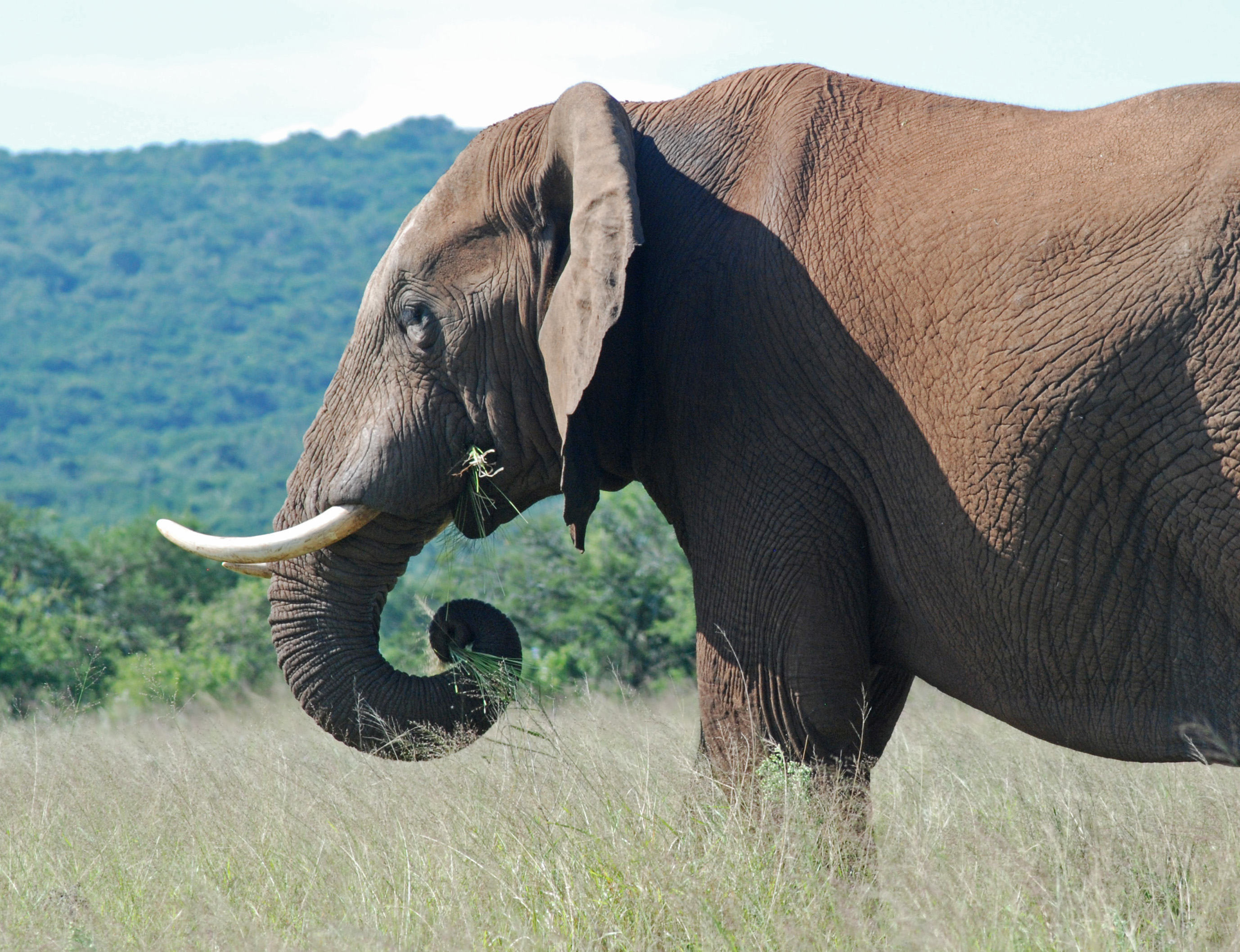
Elefant
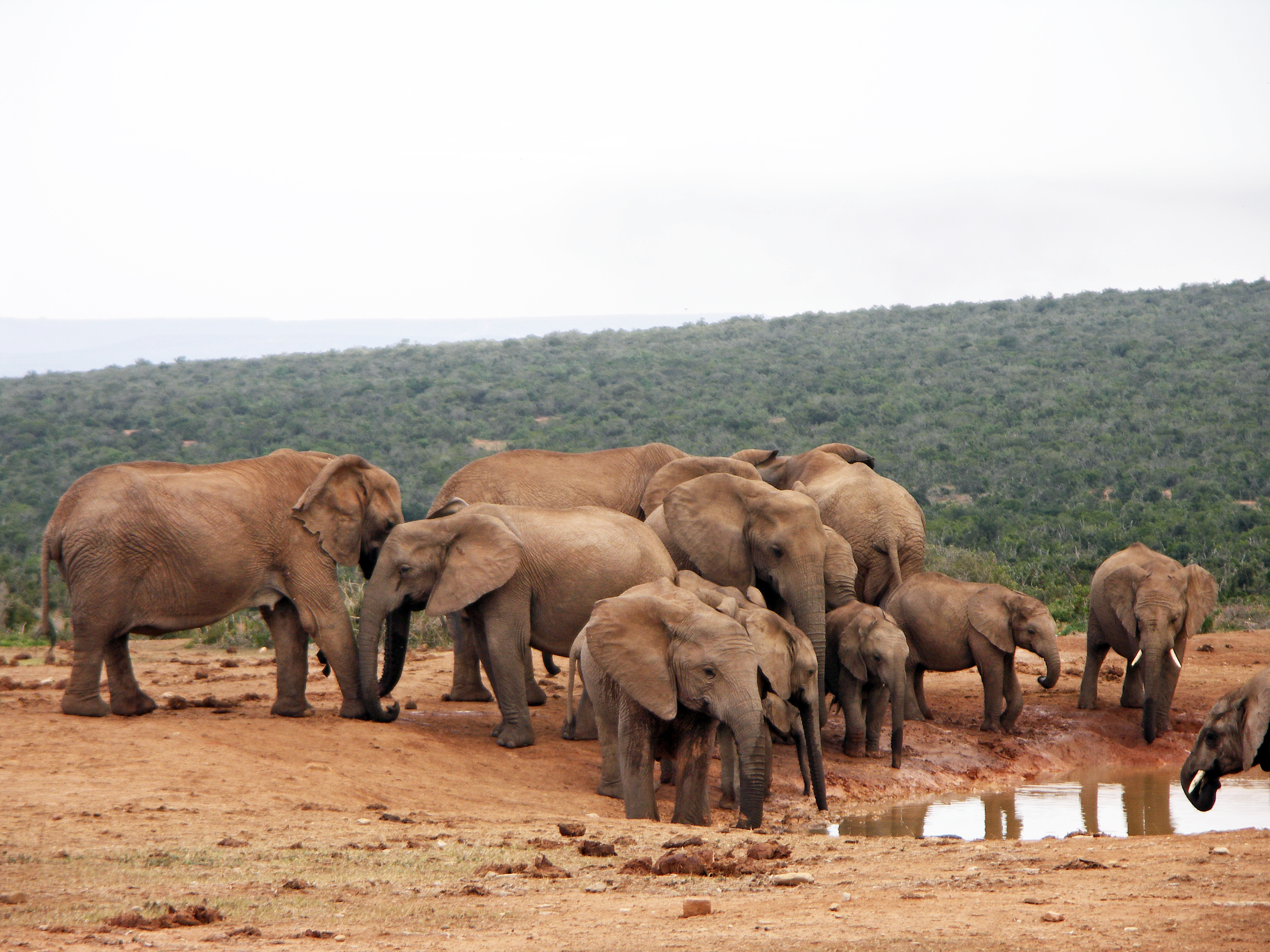
Elefantenherde im Park
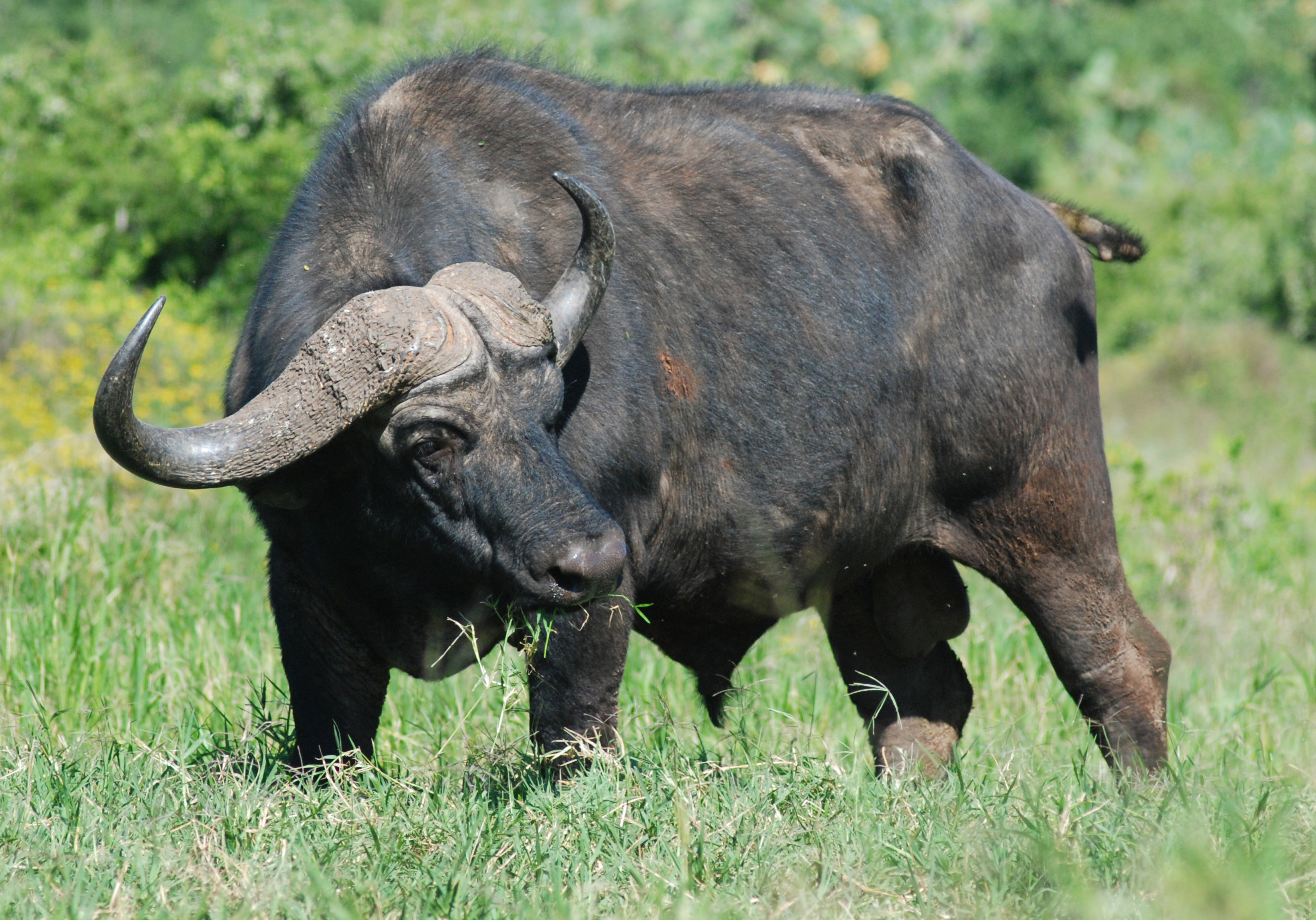
Kaffernbüffel
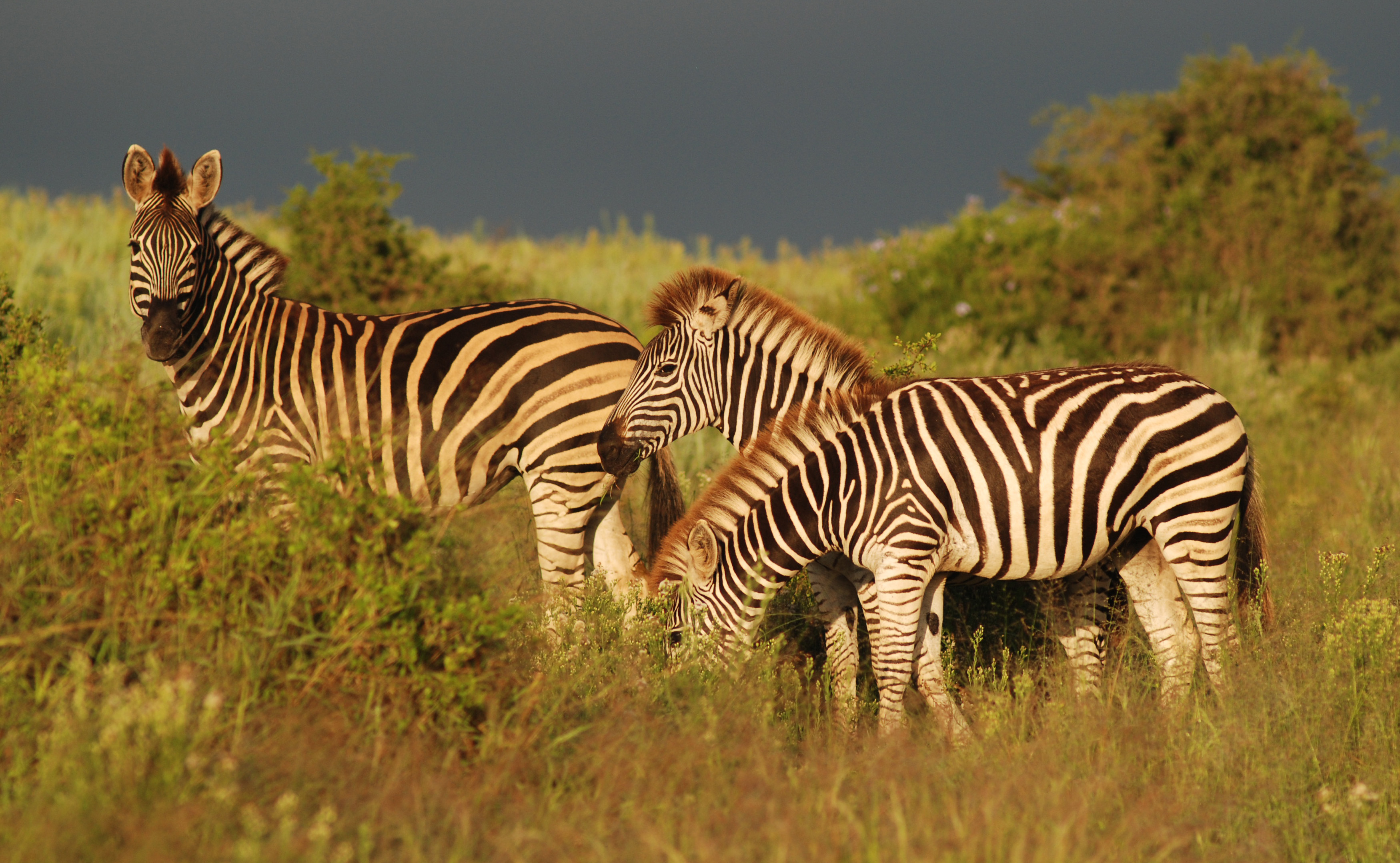
Zebras
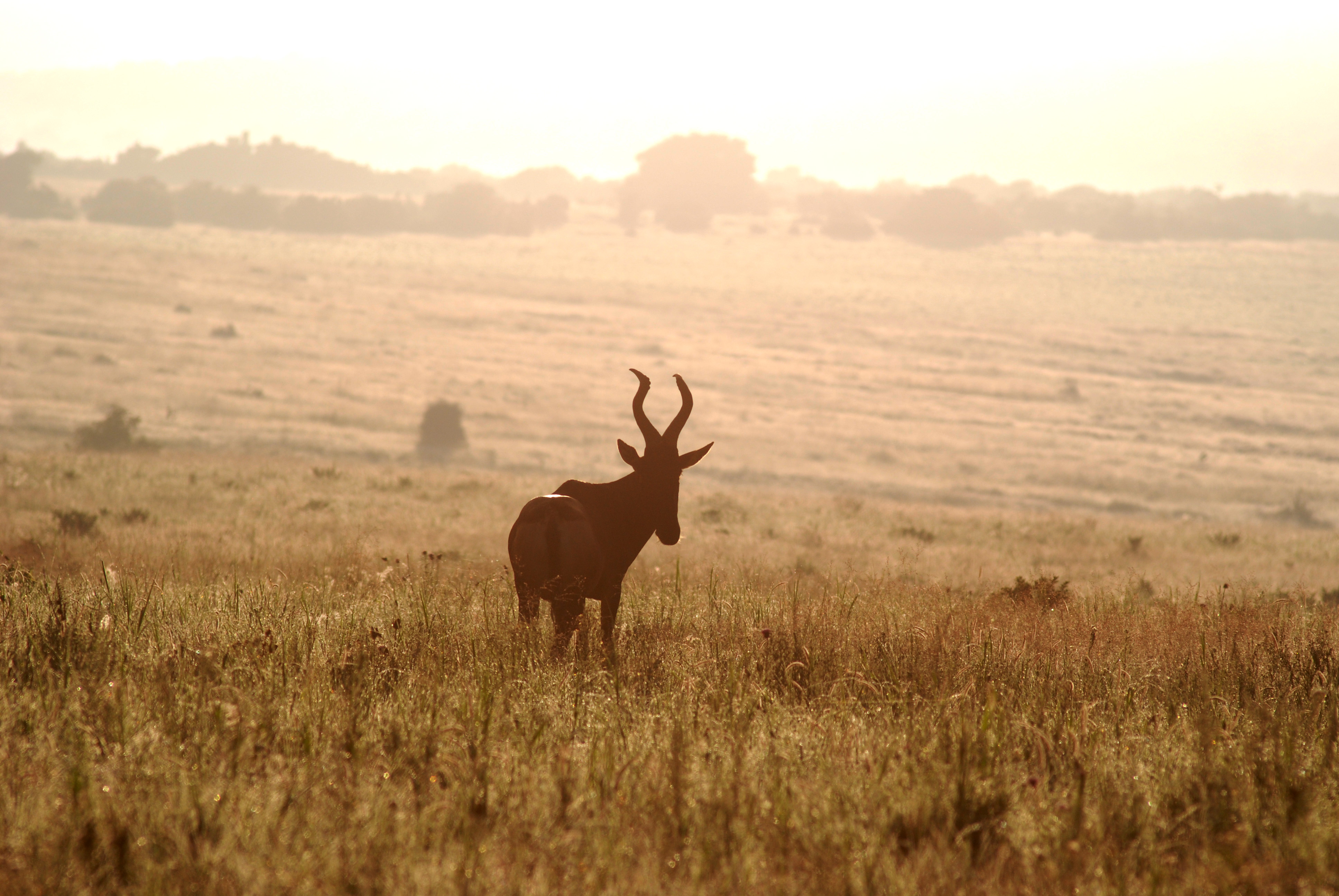
Südafrikanische Kuhantilope
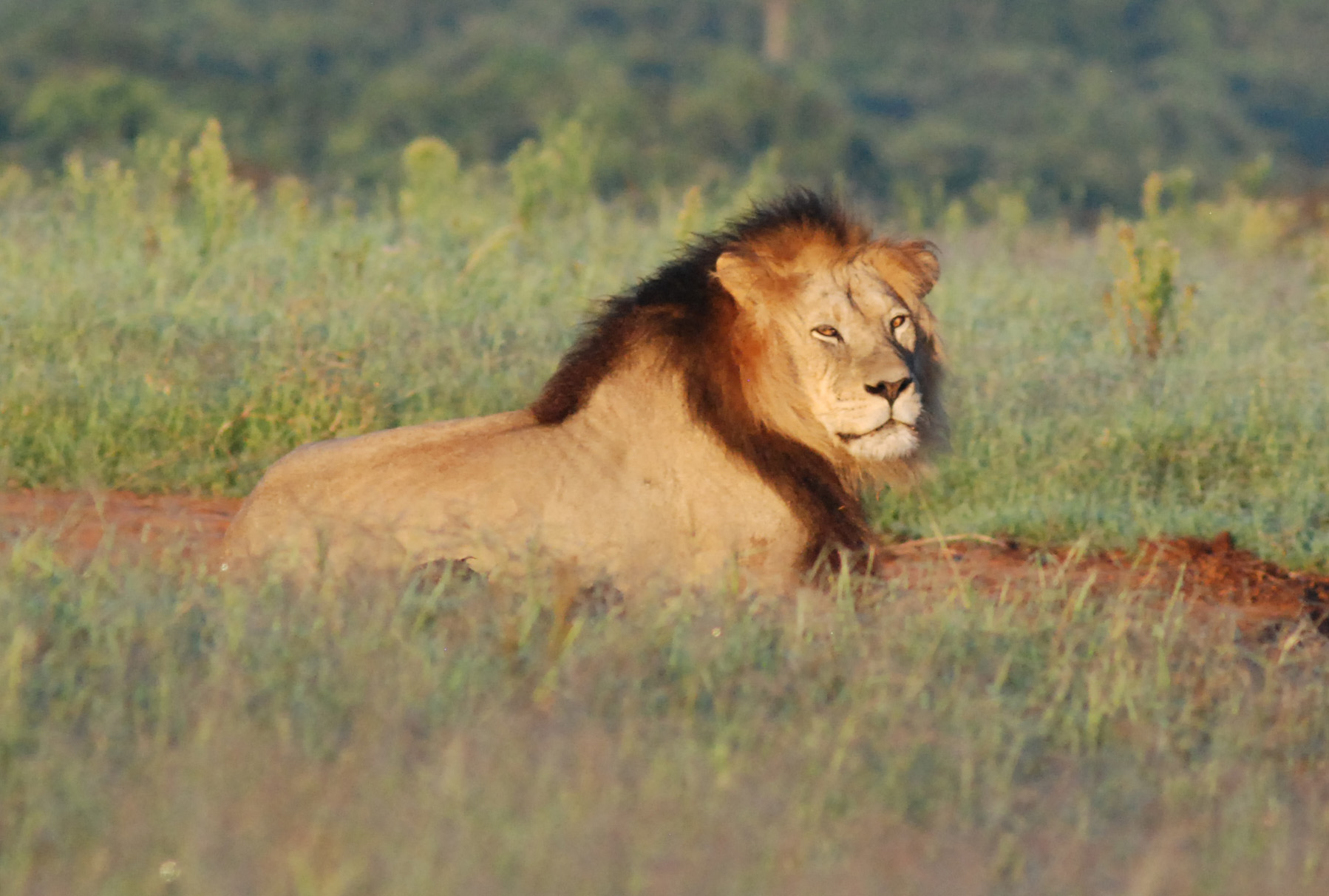
Löwe
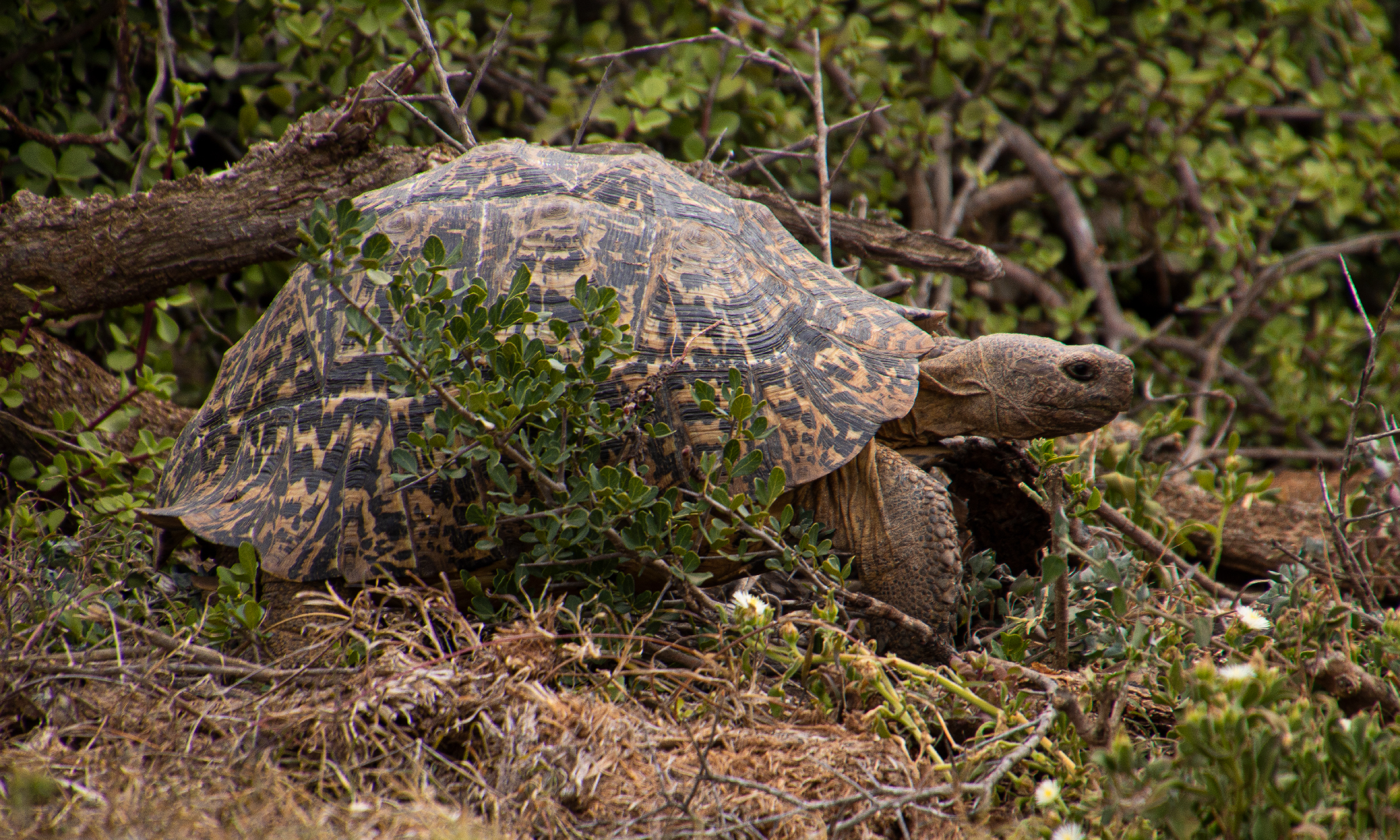
Pantherschildkröte
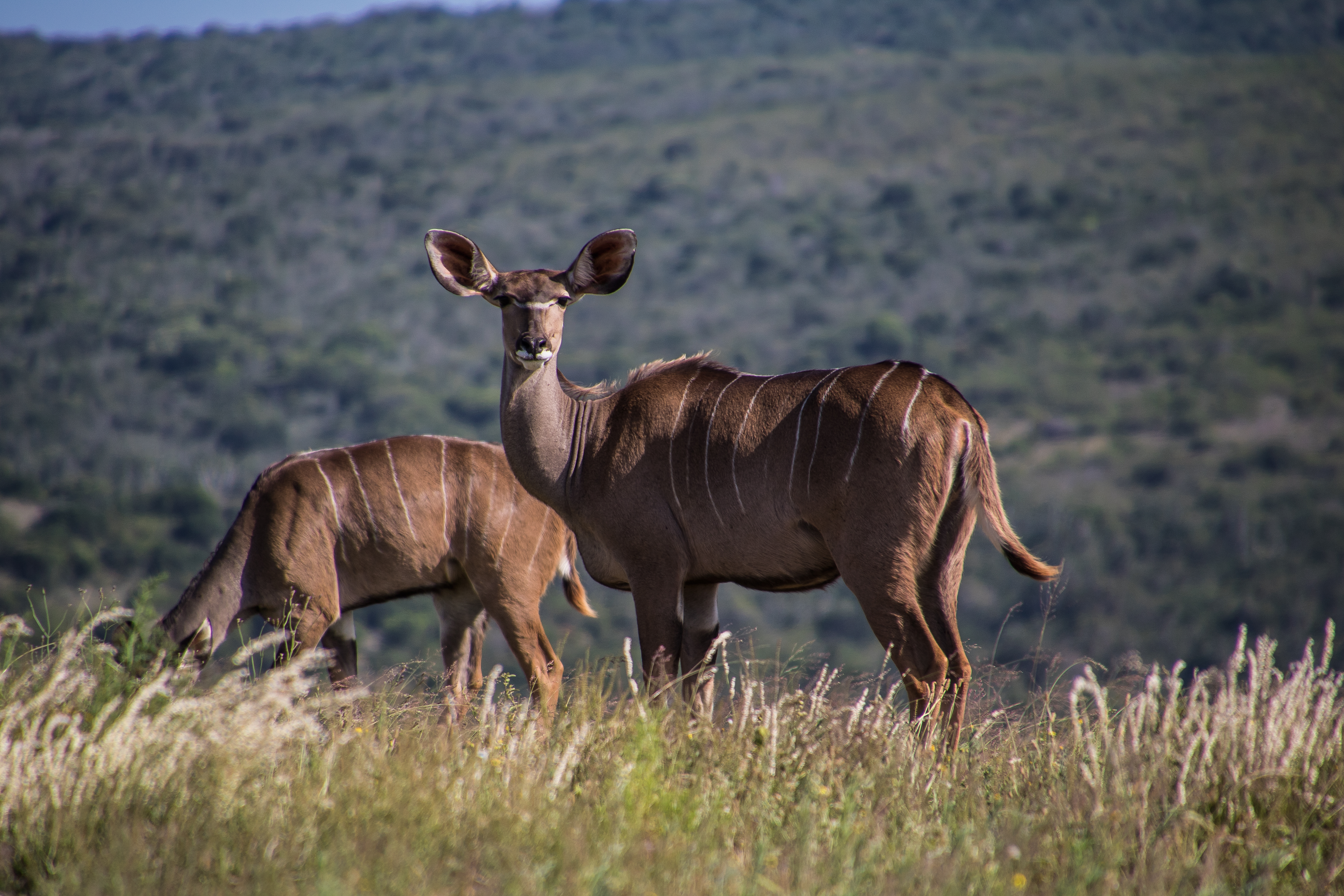
Großkudu
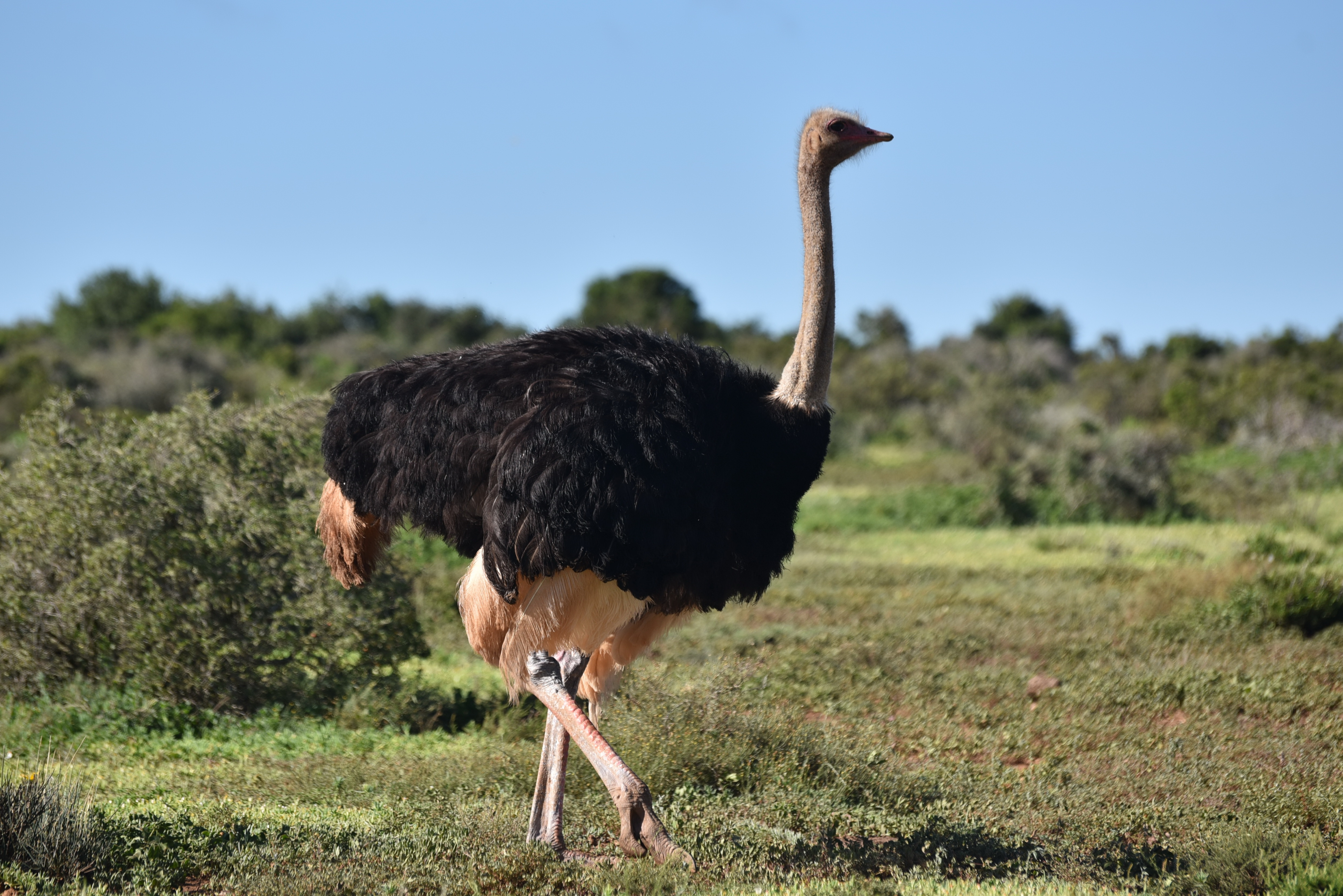
Afrikanischer Strauß